# Robert Boutigny
Robert Boutigny (n. 24 iulie 1927, Villeneuve-le-Roi, Seine-et-Oise, Franța – d. 22 iulie 2022, Fréjus, Provence-Alpes-Côte d'Azur, Franța) a fost un canoist ce a reprezentat Franța, medaliat olimpic. A participat la două ediții ale Jocurilor Olimpice (1948, 1952) în care a câștigat o medalie de bronz.